# Jacqueline Rouvier
Jacqueline Rouvier, po mężu Lyon (ur. 26 października 1949 w Notre-Dame-de-Bellecombe) – francuska narciarka alpejska, brązowa medalistka mistrzostw świata.

## Kariera
W zawodach Pucharu Świata zadebiutowała 13 stycznia 1967 roku w Grindelwald, zajmując 14. miejsce w zjeździe. Pierwsze punkty (do sezonu 1978/79 punktowało tylko dziesięć najlepszych zawodniczek) wywalczyła 3 marca 1967 roku w Sestriere, gdzie zajęła dziesiąte miejsce w zjeździe. Na podium zawodów tego cyklu pierwszy raz stanęła 28 stycznia 1968 roku w Pra Loup, kończąc rywalizację w zjeździe na trzeciej pozycji. W zawodach tych wyprzedziły ją jedynie dwie Austriaczki: Wiltrud Drexel i Annemarie Moser-Pröll. W kolejnych startach jeszcze 11 razy stawała na podium, odnosząc przy jedno zwycięstwo: 11 grudnia 1971 roku w Val d’Isère była najlepsza w zjeździe. Ostatnie podium wywalczyła 24 stycznia 1975 roku w Saalbach-Hinterglemm, gdzie była trzecia w zjeździe. W sezonie 1972/1973 zajęła siódme miejsce w klasyfikacji generalnej, a w klasyfikacji zjazdu była trzecia. Siódma w klasyfikacji generalnej była też w sezonie 1970/1971, zajmując jednocześnie czwarte miejsce w klasyfikacji zjazdu.
Wystartowała na igrzyskach olimpijskich w Innsbrucku w 1976 roku, gdzie była szósta w zjeździe i dziesiąta w gigancie. Podczas rozgrywanych dwa lata wcześniej mistrzostw świata w Sankt Moritz wywalczyła brązowy medal w gigancie. Wyprzedziły ją tylko rodaczka, Fabienne Serrat i Traudl Treichl z RFN. Na tej samej imprezie była też dwunasta w zjeździe.

## Osiągnięcia

### Igrzyska olimpijskie
| Miejsce | Dzień     | Rok  | Miejscowość | Konkurencja | Czas biegu | Strata | Zwyciężczyni     |
| ------- | --------- | ---- | ----------- | ----------- | ---------- | ------ | ---------------- |
| 6.      | 8 lutego  | 1976 | Innsbruck   | Zjazd       | 1:46,16    | +2,42  | Rosi Mittermaier |
| 10.     | 13 lutego | 1976 | Innsbruck   | Gigant      | 1:29,13    | +1,66  | Kathy Kreiner    |

### Mistrzostwa świata
| Miejsce | Dzień     | Rok  | Miejscowość  | Konkurencja | Czas biegu | Strata | Zwyciężczyni          |
| ------- | --------- | ---- | ------------ | ----------- | ---------- | ------ | --------------------- |
| 3.      | 3 lutego  | 1974 | Sankt Moritz | Gigant      | 1:43,18    | +0,63  | Fabienne Serrat       |
| 12.     | 7 lutego  | 1974 | Sankt Moritz | Zjazd       | 1:50,84    | +2,74  | Annemarie Moser-Pröll |
| 6.      | 8 lutego  | 1976 | Innsbruck    | Zjazd       | 1:46,16    | +2,42  | Rosi Mittermaier      |
| 10.     | 13 lutego | 1976 | Innsbruck    | Gigant      | 1:29,13    | +1,66  | Kathy Kreiner         |

### Puchar Świata

#### Miejsca w klasyfikacji generalnej
- sezon 1966/1967: 37.
- sezon 1967/1968: 25.
- sezon 1968/1969: 36.
- sezon 1969/1970: 38.
- sezon 1970/1971: 7.
- sezon 1971/1972: 14.
- sezon 1972/1973: 7.
- sezon 1973/1974: 17.
- sezon 1974/1975: 19.
- sezon 1975/1976: 30.

#### Miejsca na podium w zawodach
1. Pra Loup – 28 stycznia 1971 (zjazd) – 3. miejsce
2. Mont-Sainte-Anne – 12 lutego 1971 (gigant) – 2. miejsce
3. Sugarloaf – 18 lutego 1971 (zjazd) – 2. miejsce
4. Sugarloaf – 19 lutego 1971 (zjazd) – 2. miejsce
5. Sankt Moritz – 3 grudnia 1971 (zjazd) – 3. miejsce
6. Val d’Isère – 11 grudnia 1971 (zjazd) – 1. miejsce
7. Sestriere – 17 grudnia 1971 (zjazd) – 2. miejsce
8. Val d’Isère – 7 grudnia 1972 (zjazd) – 2. miejsce
9. Saalbach-Hinterglemm – 19 grudnia 1972 (zjazd) – 2. miejsce
10. St. Gervais – 20 stycznia 1973 (gigant) – 3. miejsce
11. Chamonix – 25 stycznia 1973 (zjazd) – 3. miejsce
12. Saalbach-Hinterglemm – 24 stycznia 1975 (zjazd) – 3. miejsce